# Avtandil Tsjkoeaseli
Avtandil Tsjkoeaseli (Georgisch: ავთანდილ ჭკუასელი, Russisch: Автандил Ноевич Чкуасели) (Tiflis, 31 december, 1931 - aldaar, 12 september 1994) was een voetballer uit de Sovjet-Unie van Georgische afkomst.

## Biografie
Tsjkoeaseli speelde zijn gehele carrière voor Dinamo Tbilisi, waar hij de concurrent was van Zaoer Kalojev. Hij eindigde een aantal keer op de tweede plaats in de competitie met Dinamo.
Hij speelde zijn enige selectie voor het nationale elftal op de Olympische spelen in Helsinki tegen Joegoslavië.